# 奥斯卡·拉米雷斯
奥斯卡·安东尼奥·赫拉多·拉米雷斯·埃尔南德斯（西班牙語：Óscar Antonio Gerardo Ramírez Hernández，1964年12月8日—），昵称“馬奇略”（Machillo）、“馬喬”（Macho）、“贝霍”（Vejo）或“阿布埃洛”（Abuelo，意译为“爷爷”），是哥斯达黎加前足球员、现职教练，目前为哥斯大黎加國家足球隊的主教练。

## 早年经历
拉米雷斯在1964年12月8日生于哥斯达黎加埃雷迪亚省首府聖安東尼奧（San Antonio）。他的全名是奥斯卡·安东尼奥·赫拉多·拉米雷斯·埃尔南德斯，其中“奥斯卡”取自父亲的名字，“安东尼奥”取自外祖父的名字，“赫拉多”取自天主教圣人哲拉·馬則（孕妇生产的主保圣人）。之所以用圣人名字起名，是因为拉米雷斯出生时遇到分娩困难，因此母亲把他交托给圣人来保护。在日常生活中，拉米雷斯通常只会用“奥斯卡”一个名字。
拉米雷斯在埃雷迪亚省的貝倫縣长大，家里共有七兄弟，他是长兄。童年时代的拉米雷斯已经梦想参加世界杯。他小时候有时显得害羞，但也非常顽皮好动，喜欢做恶作剧作弄别人，母亲替他取了“白色印第安人”（Indio Blanco）的诨名。少年的拉米雷斯在父亲经营的屠房和炸鸡店打工，每天晚上吃店里售卖的鸡肉餐点和汽水，身形长胖了不少。屠房里充满着臭味，但他把帮助父亲干活视为长兄的责任，对此没有怨言。
拉米雷斯在聖安東尼奧念书，小学就读西班牙学校（Escuela España），中学就读贝伦县学院（Liceo de Belén）。他是个好学生，擅长数学，热爱地形学。拉米雷斯后来为了追求足球事业而中止学业，这个决定让他日后深深抱憾。

## 足球员生涯

### 生涯开端
拉米雷斯在球赛上司职中场。他的球员生涯始于1981年的哥斯达黎加全国运动会，当时他代表贝伦县出赛，结果贝伦县赢得亚军。除了贝伦县足球队以外，他也曾经为贝伦县的好几个青年足球队效力，还参与过哥斯达黎加大学足球俱乐部，以及圣伊斯达路体育会的青年学院。1982年，拉米雷斯加入哥斯达黎加20岁以下国家足球队。

### 球会
拉米雷斯一直寻求成为职业足球员。他获得机会参与圣拉蒙区体育会的球员选拔，却失败而回。1983年，神父安赫尔·桑·卡西米罗·费尔南德斯叫拉米雷斯到一所五金店去，寻访甲级联赛球会阿拉胡埃伦斯体育俱乐部足球總監弗朗西斯科·穆里略（Francisco Murillo）。拉米雷斯听从神父的指示，15天过后就成为阿拉胡埃伦斯的球员。
1983年11月13日，阿拉胡埃伦斯在甲级联赛与拉莫纳斯体育会对决，比赛以0:0告终，拉米雷斯在这场赛事中首次代表球会亮相。同月20日，阿拉胡埃伦斯以3:1击败圣何塞市足球队，其中拉米雷斯为球队射入最后一球，是他首次在国家级顶尖赛事进球。拉米雷斯在效力阿拉胡埃伦斯的日子里表现优良，球队在此期间赢得了四个全国锦标和中北美洲及加勒比海足球协会锦标赛，还得到在洲際盃足球賽与阿根廷劲旅河床竞技俱乐部较量的机会。
后来，拉米雷斯与球会主教练伊万·姆拉兹渐生不和，加上被人谣传他因为钱财纠纷而不与球会续约，故萌生离开球会、另谋高就的念头。这时候，萨普里萨体育俱乐部派人联络拉米雷斯，他不假思索地同意了，以示对阿拉胡埃伦斯的报复。这令拉米雷斯被视为旧球会的敌人。两年后，拉米雷斯转投贝伦足球俱乐部效力了一段短时间，其后又重归萨普里萨。2000年，他离开萨普里萨，转到乙级联赛球会瓜纳卡斯特卡体育会（柏鲁占士足球俱乐部前身），以此为球员生涯画上句号。

### 国家队
1985年2月13日，哥斯达黎加与萨尔瓦多举行友谊赛，这次是拉米雷斯首次在国际赛事中亮相。他在同年4月举行的世界盃外圍賽射进一球，为他首次在国际赛事进球。此外，由于在阿拉胡埃伦斯表现优异，拉米雷斯得以在1990年國際足協世界盃为国出赛，是他第一次参战世界杯；他对此很兴奋，认为这个机会让球员大开眼界，并感受到同胞在外地对本国足球队的支持。在1997年中美洲國家盃哥斯达黎加以5:1大胜尼加拉瓜的赛事里，拉米雷斯射进三球，是他唯一一次在国际赛事完成帽子戏法。除了上述各项以外，拉米雷斯总共参与了77场国际赛事，其中哥斯达黎加队29次获胜、18次赛和、30次落败；在这些赛事当中，他一共射进了六球。

## 主教练生涯

### 经历

#### 球会
从球员生涯退役后，拉米雷斯展开足球事业的新阶段，投身球队管理，并在哥斯达黎加国立大学和国立遥距大学接受过相关训练课程。他到萨普里萨体育俱乐部担任主教练埃尔南·梅德福的技术助理（助理主教练），后来又随梅德福德到国家队担任相同职位一年。一段时间后，拉米雷斯不愿意继续参与球队技术管理工作，不过在商人克里斯蒂安·卡斯蒂略（Cristian Castillo）的建议下改变主意，到山度士DG足球俱乐部出任球队技术总监（主教练）。
由于在山度士DG表现优秀，拉米雷斯其后获阿拉胡埃伦斯聘任为技术总监。在他执教期间，球队赢得了至少五个锦标，并重新得到参与中北美洲及加勒比海聯賽冠軍盃的资格。这是拉米雷斯个人最成功的执教经历，也令他被誉为该球队史上最成功的教练。不过，主教练工作带来的紧张和疲劳情绪，终于积压到拉米雷斯难以承受的程度，因此他在2012年决定退下来，寻求喘息时间。其后，拉米雷斯重新出任主教练，但他在2015年告知技术助理兼好友毛里西奥·蒙特罗，表示会再次因为同样原因而离开球队。

#### 国家队

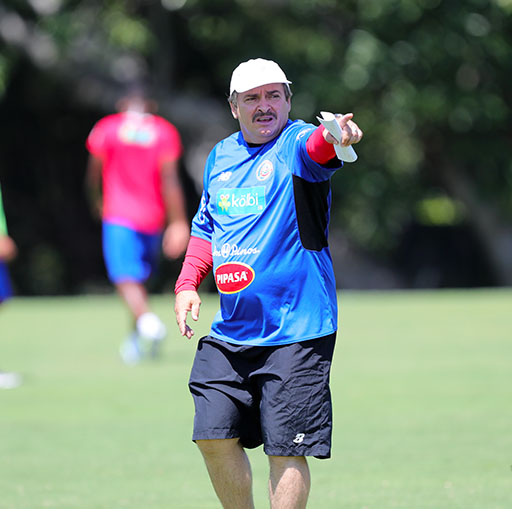
拉米雷斯执教国家队，摄于2016年6月

2015年8月上旬，拉米雷斯获哥斯达黎加足球协会聘任为国家队助理教练。同月18日，协会代主席豪尔赫·伊达尔戈（Jorge Hidalgo）正式任命拉米雷斯为国家队主教练。哥斯达黎加国家队那年的表现很不理想，几乎整年未尝取胜，拉米雷斯承诺两个月内解决球队的问题。他的优势是早已执教过国家队大部分球员，大家相识已久，加上在国内球坛素有名望，甫上任就得到球员尊敬。就任后，拉米雷斯在首两场赛事排出五后卫阵型，采用注重保住球权的战术，又要求后防和中场球员尽更大努力。结果，哥斯达黎加在9月上旬以1:0打败乌拉圭，是十一个月以来首次取胜，也是国家队在拉米雷斯执教下的首场赛事。此后在2018年國際足協世界盃外圍賽各项赛事中，哥斯达黎加一直有良好表现。
2016年6月7日，哥斯达黎加在美洲盃足球賽一场决定性赛事以4:0惨败于美国，是该队近年来败绩最大的球赛。这次赛事令拉米雷斯受到外界质疑。评论认为，他一直喜欢采用的五后卫阵型被美国队屡次攻破，后防频频被击溃，而且他只安排塞尔索·博尔赫斯一人司职防守中场，令防守中场人数不足，导致落败。拉米雷斯为国家队大比分落败而道歉，但他认为哥斯达黎加的足球风格优胜于对手，又形容这场球赛“奇怪”。
2018年6月13日，哥斯达黎加和比利时为2018年國際足協世界盃举行热身赛，前者最终以1:4大败。拉米雷斯在赛后表示：“（对手的）10号球员对我们造成了很大的威胁……我不知道他的名字。”这番言论在国内外引起批评，被形容为语出惊人。除此之外，先前已有传媒报道指，拉米雷斯在世界杯前夕仍然不知道瑞士国家队（与哥斯达黎加同属E组名单）任何一名球员的名字，引起外界对拉米雷斯有否用心备战的质疑。最终，哥斯达黎加在世界盃决赛周分别败于巴西和塞尔维亚，并以2:2赛和瑞士，无法晋级淘汰賽。拉米雷斯对此表现伤感，又认为E组对手实力强大，纵然哥斯达黎加曾有几次机会，球队有可能得到更好的结果，但“足球就是这样”。

### 获奖列表
| 年份   | 机构或赛事名称                    | 奖项           | 参考资料 |
| ------ | --------------------------------- | -------------- | -------- |
| 2011年 | 2010–11赛季哥斯达黎加足球甲级联赛 | 杰出教练人员   | [ 15 ]   |
| 2012年 | 2011年哥斯达黎加足球冬季锦标赛    | 最佳技术人员   | [ 16 ]   |
| 2013年 | 2012年哥斯达黎加足球冬季锦标赛    | 最佳教练       | [ 17 ]   |
| 2014年 | 中北美洲及加勒比海足球協會        | 最佳教练第三名 | [ 18 ]   |
| 2015年 | 哥斯达黎加足球甲级联赛2014–15赛季 | 最佳教练       | [ 19 ]   |
| 2017年 | 中北美洲及加勒比海足球協會        | 年度教练       | [ 20 ]   |

## 个人生活
拉米雷斯是虔诚天主教徒，每天阅读《圣经》和祈祷。他余暇时多会漫游郊野，到位于奥汉查县的自家农场里种植橙子，又会踏自行车，还会玩传统运动。音乐口味方面，他偏好烫衣音乐（中美洲地区1970至1990年代流行于妇女之间的民歌）以及舞曲，但平日甚少听歌。拉米雷斯鲜有阅报，不听电台体育节目，也不用社交媒体。
拉米雷斯的妻子名为珍妮特·德尔加多（Jeannette Delgado），两人育有三子一女，分别名为奥斯卡·爱德华多（Óscar Eduardo）、胡安·伊格纳西奥（Juan Ignacio）、安德烈斯（Andrés）、玛利亚·卡琳娜（María Karina）。由于工作繁忙，拉米雷斯往往不能抽空陪伴家人，他希望以后能够兼顾家庭。他期望儿女努力学习，也提醒其他有志投身足球的青年人不要放弃课业。